# Conversio Bagoariorum et Carantanorum
Die Conversio Bagoariorum et Carantanorum (Bekehrung der Baiern und Karantanen) ist ein lateinischer Text über die Missionstätigkeit des Erzbistums Salzburg im Gebiet der Bajuwaren und Karantanen seit dem 7. Jahrhundert. Er entstand um 870 in Salzburg wahrscheinlich auf Initiative von Erzbischof Adalwin. Ihr Ziel war es, die Ansprüche des Erzbistums für die Missionstätigkeit im Plattensee-Fürstentum zu belegen. Die Conversio ist ein historisch einzigartiger Text über die Verhältnisse in Kärnten und das angrenzende Gebiet der Awaren im 8. und 9. Jahrhundert.

## Inhalt
Die Conversio beginnt mit einer Darstellung  des Lebens und Wirkens des heiligen Erzbischofs Rupert von Salzburg seit dem späten 7. Jahrhundert in Lorch an der Grenze des Fränkischen Reiches zum Reich der Awaren, danach in Salzburg. Danach werden die Bischöfe und Äbte des Salzburger Bischofssitzes aufgezählt. Abschließend wird die Geschichte der Karantanen seit dem 7. Jahrhundert dargestellt.

## Historischer Hintergrund
Im Jahr 870 hatte Papst Hadrian II. den byzantinischen Geistlichen Methodios zum Erzbischof für Sirmium, das Plattensee-Fürstentum und das Mährerreich ernannt. Dagegen entstand im Erzbistum Salzburg Widerspruch, da es eigene Ansprüche auf Missionstätigkeit und kirchliche Organisation in Teilen des Gebietes verletzt sah. 870 wurde Methodios durch die bayerische Kirche gefangengesetzt. Die Conversio sollte nun bei einem Gerichtsprozess vor König Ludwig den Deutschen belegen, dass das Erzbistum Salzburg Ansprüche auf die Missionstätigkeit in Pannonien hatte. Die Conversio betonte die Rolle Salzburgs bei der Missionierung Bayerns, Karantaniens und Pannoniens besonders. Sie beschreibt zwar die Missionstätigkeit Salzburgs genau, vergisst jedoch bewusst jene des Bistums Passau und verändert Details zu Gunsten Salzburgs.
Methodios wurde erst 873 wieder freigelassen und wirkte wieder in Pannonien. 874 gelang es Erzbischof Theotmar von Salzburg, in Pannonien Einfluss zu erlangen. 880 floh Methodios nach Mähren.
Um 970 entstanden mit ähnlichen Absichten die so genannten Lorcher Fälschungen durch das Bistum Passau.